# ديفيد بيرسفورد
ديفيد بيرسفورد (بالإنجليزية: David Beresford)‏ هو لاعب كرة قدم بريطاني، ولد في 11 نوفمبر 1976 في ميدلزبرة في المملكة المتحدة. شارك مع منتخب إنجلترا تحت 16 سنة لكرة القدم ومنتخب إنجلترا تحت 18 سنة لكرة القدم. أما مع النوادي، فقد لعب مع أولدهام أثلتيك وبريستون نورث إيند وبورت فايل وسوانزي سيتي وماكليسفيلد تاون ونادي بليموث أرجايل ونادي ترانمير روفرز لكرة القدم وهال سيتي وهدرسفيلد تاون.

## وصلات خارجية
- ديفيد بيرسفورد على موقع قاعدة بيانات كرة القدم.إي يو (الإنجليزية)
- ديفيد بيرسفورد على موقع Soccerbase.com (لاعب) (الإنجليزية)
- ديفيد بيرسفورد على موقع عالم كرة القدم.نت (الإنجليزية)